# Kissing Cup's Race (pel·lícula de 1920)
Kissing Cup's Race és una pel·lícula dirigida per Walter West entorn d'un famós cavall de curses britànic anomenat Kissing Cup.
Basada en un poema de Campbell Rae Brown, la pel·lícula explica com degut a les pèrdues econòmiques Lord Hilhoxton ha de vendre tots els seus cavalls, excepte Kissing Cup, el qual al final guanya una cursa important malgrat les trampes del rival. Sobre aquest tema s'han filmat altres pel·lícules: el 1922, Walter West mateix va dirigir una seqüela: "The Son of Kissing Cup" i el 1930 Castleton Knight va dirigir una nova versió amb el mateix títol.

## Repartiment
- Violet Hopson (Constance Medley)
- Gregory Scott (Lord Hilhoxton)
- Clive Brook (Lord Ratlington)
- Arthur Walcott (John Wood)
- Philip Hewland (Vereker)
- Adeline Hayden Coffin (Lady Corrington)
- Joe Plant (Bob Doon)